# Anders Johan Hipping
Anders Johan Hipping, född 18 december 1788 i Pernå socken, Nyland, Finland, död 8 november 1862, var en finländsk präst och historisk skriftställare.
Hipping var 1807-11 violinist vid hovorkestern i S:t Petersburg och fick sedan Finland erövrats av Ryssland möjlighet att personligen bli bekant med höga ämbetsmän i den ryska huvudstaden samt tillgång till ryska arkiv för sin forskning.
Han prästvigdes 1812 och anställdes samma år som religionslärare vid gymnasium i Sankt Petersburg, samt var under sin vistelse där någon tid (i början av 1820-talet) bibliotekarie hos rikskanslern greve Rumjanzov. 1823 utnämndes han till kyrkoherde i Vichtis församling i Nyland, blev 1842 kontraktsprost samt mottog 1847 Nykyrka pastorat i Viborgs län. Bland Hippings utgivna skrifter förtjäna särskilt framhållas hans för sin tid ganska goda Beskrifning öfver Perno socken i Finland (1817), Neva och Nyenskans (1836), Om svenska språkdialecten i Nyland (1846), Beskrifning öfver Vichtis socken (1845) med flera smärre uppsatser av historiskt innehåll.